# Enrique Escobar
Enrique Escobar Sotés (* 2. September 1921 in Jaén; † 12. Februar 2004 in Barcelona) war ein spanischer Filmkomponist, Filmeditor, Pianist und Orchesterleiter.

## Leben
Escobar studierte Klavier und Rechtswissenschaften in Granada, entschied sich dann für die Musik. Erste Erfahrungen als Pianist sammelte er in Madrid und Barcelona, wo er auch verschiedene Zarzuela- und Revueorchester leitete. Tourneen durch spanischsprachige Länder in Amerika folgten. Er verlegte sich dann auf die Komposition von Liedern und Revuemusik (allein 1960 und 1961 entstanden vier Zarzuelas unter seiner Mitwirkung) und verfasste seit 1961 für über sechzig Filme die Musik. Oftmals benutzte er das Pseudonym Henry Soteh oder Henry Escobar. Neben seiner musikalischen Tätigkeit arbeitete er auch in anderen Funktionen für den Regisseur und Produzenten Ignacio F. Iquino, mit dessen Filmen er sehr verbunden war. Er war für den Filmschnitt etlicher seiner Werke verantwortlich und war zudem sein persönlicher Assistent und Sekretär.

## Filmografie (Auswahl)
- 1965: Cinco pistolas de Texas
- 1965: Nevada Joe (Oeste Nevada Joe)
- 1965: Río Maldito
- 1966: Keinen Dollar für dein Leben (Un dollaro di fuoco)
- 1970: Dein Leben ist keinen Dollar wert (Veinte pasos para la muerte)
- 1970: Rancheros (La diligencia de los condenados)
- 1971: Un colt por 4 cirios
- 1972: Meine Kanone, mein Pferd… und deine Witwe (Tu fosa será la exacta… amigo)
- 1972: Whisky, Plattfüße und harte Fäuste (Los fabulosos de Trinidad)